# Friedrich Carl von Savigny
Friedrich Carl von Savigny (ur. 21 lutego 1779 we Frankfurcie nad Menem, zm. 25 października 1861 w Berlinie) – niemiecki filozof i historyk prawa. Jeden z najbardziej szanowanych i wpływowych XIX-wiecznych prawników, minister ds. kodyfikacji, stworzył niemieckie prawo czekowe i wekslowe, czołowy przedstawiciel historycznej szkoły prawa, autor O powołaniu naszych czasów do ustawodawstwa i nauki prawa (1814).

## Życiorys

### Młodość i studia
Urodził się w rodzinie pochodzącej z Lotaryngii, której nazwisko pochodzi od zamku Savigny niedaleko Charmes, w dolinie Mozeli. Osierocony w wieku 13 lat, Savigny był wychowany przez opiekuna. W 1795 wstąpił na Uniwersytet w Marburgu, gdzie, nie ciesząc się dobrym stanem zdrowia, studiował pod kierunkiem profesorów Antona Bauera, jednego z najbardziej znanych pionierów reform niemieckiego prawa karnego, i Philippa Friedricha Weisa, znanego z szerokiej wiedzy dotyczącej średniowiecznej jurysprudencji.
Za wzorem wielu innych niemieckich studentów wizytował wiele uniwersytetów, m.in. w Jenie, Lipsku i w Halle, po czym powrócił do Marburga i został doktorem prawa 1800 roku. W Marburgu wykładał jako Privatdozent prawa karnego i pandektystyki. W 1803 opublikował traktat Das Recht des Besitzes („Prawo posiadania”). Został on określony przez Antona Thibauta, innego niemieckiego prawnika jako „dzieło mistrza”, które zakończy czas starej niekrytycznej nauki prawa rzymskiego. Traktat szybko zdobył uznanie w Europie i nadal pozostaje ważnym dziełem w historii jurysprudencji. W 1804 roku Savigny poślubił Kunegundę Brentano, siostrę Bettiny von Arnim i Clemensa Brentano – poety, i w tym samym roku zaczął zwiedzać Francję i południowe Niemcy w poszukiwaniu nieznanych źródeł prawa rzymskiego. Poszukiwanie to okazało się być skutecznym, zwłaszcza w Paryżu. Odznaczony w 1842 Pour le Mérite za Naukę i Sztukę, Orderem Maksymiliana dla Nauki i Sztuki (1853) oraz Orderem Orła Czarnego (1855)

### Kariera naukowa
W 1808 został mianowany przez rząd Bawarii profesorem zwyczajnym prawa rzymskiego w Landshucie, gdzie pracował przez półtora roku. W 1810 został zaproszony, głównie przez Wilhelma von Humboldta, by objąć kierownictwo katedry prawa rzymskiego na nowo powstałym Uniwersytecie Berlińskim. Jednym z celów Savigny’ego było stworzenie, wraz z wydziałem prawa, tzw. „Spruch-Collegium” – nadzwyczajnego trybunału, przygotowanego do wydawania opinii w sprawie przypadków zgłaszanych im przez sądy powszechne.
Ogólnie rzecz biorąc był to najaktywniejszy czas w jego życiu. Zajmował się wykładaniem, zarządzaniem Uniwersytetem (którego został trzecim rektorem) i edukacją następcy tronu w zakresie prawa rzymskiego, karnego i pruskiego. Utrzymywał liczne kontakty towarzyskie i naukowe. Przyjaźnił się z Bartholdem Georgiem Niebuhrem oraz Karlem Friedrichem Eichhornem. W 1814 r. wydana została jego najbardziej znana praca: „O powołaniu naszych czasów do ustawodawstwa i nauki prawa” (Vom Beruf unserer Zeit für Gesetzgebung und Rechtswissenschaft). Wyrażała ona protest przeciwko żądaniom kodyfikacji prawa i miała być odpowiedzią na broszurę Antona Thibauta, zachęcającą do stworzenia jednolitego kodeksu prawnego dla Niemiec, który byłby niezależny od źródeł zagranicznych systemów prawnych. W swojej publikacji Savigny nie sprzeciwiał się wprowadzaniu nowych praw, ani nawet nowego systemu praw, a jedynie protestował przeciwko kodyfikacji, uzasadniając to na dwa sposoby:
1. że szkody wyrządzone przez zaniedbania poprzednich pokoleń prawników nie są możliwe do szybkiej naprawy – do ustanowienia porządku potrzebny jest czas.
2. Istnieje wielkie ryzyko w związku z tzw. „prawem natury” w związku z jego „nieskończoną arogancją i płytką filozofią”.

Jednym z wniosków z tej broszury było, że studiowanie prawa pozytywnego w kontekście historycznym jest warunkiem koniecznym poprawnego rozumienia nauki prawa.
W 1815 roku Savigny założył, wraz z Karlem Friedrichem Eichhornem oraz Johannem Friedrichem Göschenem Zeitschrift für geschichtliche Rechtswissenschaft, czasopismo skupiającej przedstawicieli tzw. historycznej szkoły prawa, której był przedstawicielem. W tym periodyku, Savigny napisał między innymi o odkryciu w Weronie przez Bartholda Georga Niebuhra zaginionych tekstów Gajusza, stwierdzając, na podstawie odnalezionej części rękopisu, że był to tekst Gajusza, a nie jak Niebuhr podejrzewał – Ulpiana.
W pozostałej części życia Savigny otrzymał liczne zaszczyty i wiele publikował. W 1815 roku wydany został pierwszy tom Geschichte des römischen Rechts im Mittelalter („Historia prawa rzymskiego w średniowieczu”), której ostatni tom został opublikowany w 1831 roku. Ta praca, do której zachęcił go dawny nauczyciel – Weiss, na początku miała być historią prawa rzymskiego od Irneriusa do współczesności. Jego oryginalny projekt został jednak pod pewnymi względami zawężony, pod innymi zaś – poszerzony. Zakres czasowy ograniczył do XVI wieku, kiedy to – zdaniem Savigny’ego – rozróżnienie narodowościowe zakłóciło podstawy nauki prawa.
Do tematyki swoich prac podchodził jak bibliograf, ale też filozof prawa. Ukazał historię prawa rzymskiego od upadku imperium aż do początku XII wieku, a także ukazał jak – mimo że prawo rzymskie było uznawane za martwe – przetrwało w lokalnych zwyczajach, w miastach, w doktrynach kościelnych, w szkolnym nauczaniu, aż rozkwitło na Uniwersytecie Bolońskim i innych włoskich uniwersytetach.
W 1817 r. został mianowany członkiem komisji mającej na celu organizację pruskich nieruchomości, jak również członkiem wydziału sprawiedliwości w Radzie Państwa (organie doradczym króla Prus), a w 1819 r. został członkiem Najwyższego Sądu Apelacyjnego dla Prowincji Reńskich. Rok później został zaś członkiem komisji rewizyjnej Kodeksu Pruskiego (tzw. Landrechtu). W roku 1822 zapadł na zdrowiu.
W 1835 r. rozpoczął pracę na temat ówczesnego stanu prawa rzymskiego: System des heutigen römischen Rechts (8 tomów, 1840–1849). Jego działalność profesorska została zawieszona w marcu 1842, kiedy został mianowany Wysokim Kanclerzem (Großkanzler), czyli zwierzchnikiem pruskiego systemu sprawiedliwości. Na tym stanowisku zajmował się reformami prawa wekslowego i czekowego. Zrezygnował ze stanowiska w 1848 roku.
W 1850 r., z okazji jubileuszu uzyskania swojego tytułu doktorskiego, wydał w pięciu tomach Vermischte Schriften składające się z jego mniejszych prac wydanych między rokiem 1800 a 1844. To wydarzenie wywołało falę entuzjazmu w Niemczech na cześć „wielkiego mistrza” i założyciela współczesnej jurysprudencji. W 1853 r. opublikował traktat o kontraktach (Das Obligationenrecht), dodatek do swojej pracy dotyczącej współczesnego prawa rzymskiego, w którym jasno pokazał konieczność historycznego podejścia do prawa.

## Poglądy
Savigny należał do tak zwanej historycznej szkoły prawa, założonej przez Gustava von Hugo. W tym kontekście szczególnego znaczenia nabierają wspomniane wyżej prace Recht des Besitzes oraz Beruf unserer Zeit für Gesetzgebung. O pierwszej Rudolf von Ihering wypowiedział się następująco: „Wraz z Recht des Besitzes, odzyskana została prawnicza metoda Rzymian, i narodziła się współczesna jurysprudencja”. Savigny pragnął udowodnić, że w prawie rzymskim posiadanie zawsze odnosiło się albo do usucapio (zasiedzenie) lub do interdyktów; że nie istnieje prawo do utrzymywania w posiadaniu, a jedynie wolność od przeszkód z rąk innych – posiadanie oparte na świadomości nieograniczonej władzy nad przedmiotem.
Ta i inne propozycje wywołały kontrowersje, i były miejscami krytykowane przez Iheringa, Barona, Gansa i Brunsa. Beruf unserer Zeit wyrażał również ideę, że prawo jest częścią życia narodowego, i walczy z twierdzeniem, że może być arbitralnie nakładane na kraj niezależnie od poziomu cywilizacji i od historii, lansowanym przez XVIII-wiecznych prawników francuskich oraz Jeremy’ego Benthama. Twierdził ponadto, że praktyka i teoria jurysprudencji nie może być rozdzielana bez szkody dla obojga.